# Famille von Lossow
La famille von Lossow, également connue sous le nom de Lossau ou Lossaw, est une famille noble primitive du Brandebourg. La famille, dont certaines branches existent encore aujourd'hui, est apparentée à deux branches homonymes de la noblesse de lettres. Deux lignées sont anoblies à la suite d'adoptions au XVIIIe siècle et au XIXe siècle.

## Histoire

### origine
La famille est mentionnée pour la première fois dans un document en 1208 avec Henricus de Lozstowe. La lignée ininterrompue commence avec le chevalier Petzko (Petrus) de Lossowe sur Gramzow. Il est conseiller du margrave de Brandebourg et est mentionné dans des documents de 1300 à 1323.

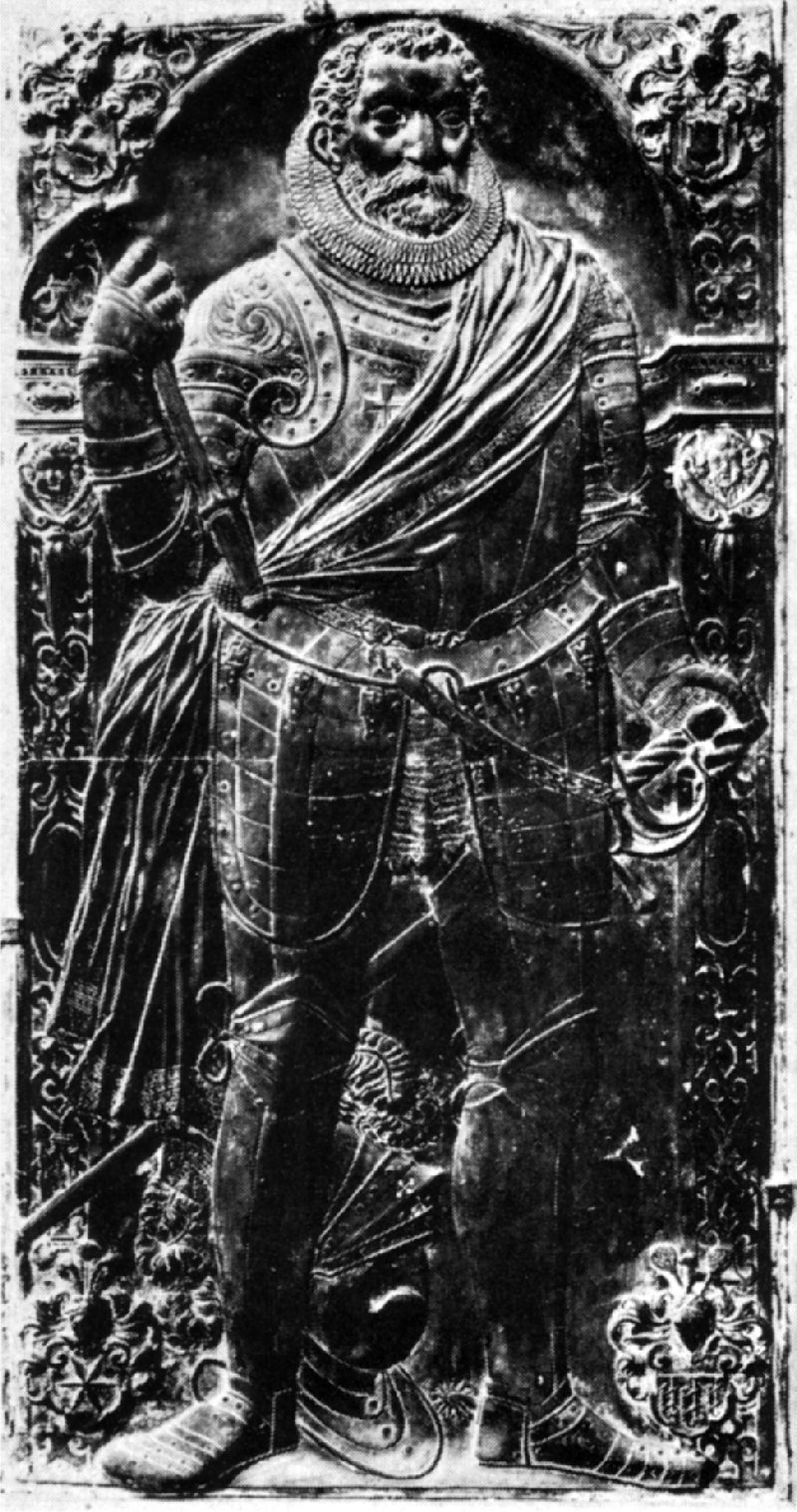
Dalle funéraire d'Hans von Lossow (1523-1605) dans la cathédrale de Magdebourg (détruite en 1945)

Otto von Losow (1868-1938)

Selon Kneschke, Lossow, près de Francfort-sur-l'Oder, est depuis 1305 la maison ancestrale de la famille. Elle apparaît pour la première fois dans un document en 1328. En 1438, les Lossow vendent le village et la cour libre au patricien de Francfort Rakow. Selon d'autres sources, la famille est originaire de Lostau près de Möser et est liée à la famille noble von Katte, qui possède des biens en commun avec Altenklitsche et Wust.

### Expansion et personnalités
Très tôt, des membres de la famille se sont installés en Silésie. Ludwigsdorf et Bankau près de Kreuzburg-en-Haute-Silésie et Niedwitz et Starpel dans l'ancien duché de Glogau figurent parmi leurs plus anciennes possessions. Otto von Lossow apparaît vers 1320 comme l'un des principaux conseillers du duc Conrad d'Œls. Tasso von Lossow (mort en vers 1354), probablement un fils d'Otton, rend également d'importants services au duc.
Johann (Hans) von Lossow (de) (1523-1605), seigneur de Luckeln et Bresa, est commandeur de l'Ordre Teutonique de Buzow en 1578. Il meurt en 1605 en tant que commandant de terre et gouverneur du bailliage de Saxe (de). Petrus Lossovinus von Lossau (mort en 1616) devint prélat et chanoine au chapitre de la cathédrale Saint-Jean de Breslau. Caspar von Lossow est capitaine des ducs et domaines de Silésie. Il se distingue dans une bataille contre les Polonais en 1623. Bernhard von Lossow est seigneur de Ludwigsdorf au début du XVIIIe siècle et a pu perpétuer la lignée avec quatre fils et deux filles. Son fils Caspar Heinrich von Lossow s'installe dans la seigneurie de Pless et se marie avec Maria von Larisch und Ellguth. Georg Wilhelm von Lossow, leur fils commun, devient capitaine impérial.
Johann Georg von Lossow est un lieutenant-colonel royal polonais et administrateur prussien du bureau d'Oletzko. Matthias Ludwig von Lossow, né en 1717, est issu de son mariage avec Johanne Constanze von Zastrow de la branche de Bankau. Il rejoint le régiment prussien von Glasenapp en 1734 et participe à toutes les campagnes de Frédéric le Grand. En 1782, il prend sa retraite en tant que lieutenant général et meurt célibataire un an plus tard.
Daniel Friedrich von Lossow de la branche de Niedewitz (1721-1783) s'engage à 20 ans dans le 4e régiment de hussards von Natzmer et est promu colonel en 1761. Il est très apprécié du roi Frédéric II qui, en signe de reconnaissance, lui offre une précieuse tabatière ornée de brillants. Il participe à toutes les campagnes militaires pendant la Seconde Guerre de Silésie, la guerre de Sept Ans et la guerre de Succession de Bavière, et reçoit, après la bataille de Pretsch (29 octobre 1759), l'ordre Pour le Mérite. Il devient chef du corps des Bosniaques (de) et du régiment de hussards noirs et prend sa retraite en 1781 en tant que lieutenant-général. Son mariage avec Sophie Elenore von Zedmar n'ayant pas d'enfants, il adopte Johann Christoph Koehler, premier lieutenant dans le corps des Bosniaques.
Au cours des XVIIIe et XIXe siècles, des membres de la famille servent dans de nombreux autres États allemands et y acquièrent des biens et de la réputation. Gustav Heinrich von Lossow, inspecteur des douanes bavaroises à Brême, est inscrit le 27 juillet 1876 dans la classe noble du registre de noblesse du royaume de Bavière, tout comme les frères Oskar von Lossow, maire de Lindau, Louis von Lossow, capitaine bavarois et commandant de compagnie dans le 11e régiment d'infanterie royal bavarois (de), et Adolf von Lossow, capitaine bavarois à l'état-major général, et leur cousin Hans von Lossow, haut fonctionnaire bavarois des postes et des chemins de fer. Le sous-lieutenant bavarois du 7e régiment d'infanterie royal bavarois (de). Maximilian von Lossow le 14 décembre 1886, Ludwig von Lossow, commerçant à Hof, le 14 juillet 1910, et Walter von Lossow, pasteur à Sulzbürg, le 21 avril 1916, sont inscrits dans la classe des nobles du royaume de Bavière.
Une inscription au livre royal de la noblesse saxonne sous le numéro 118 est faite le 3 août 1904 pour le général de division royal saxon et commandant de la forteresse de Königstein Ludwig von Lossow (de).
Une association familiale est fondée le 23 novembre 1940 à Berlin.

### Adoptions
Johanna et Elenore, filles naturelles de Friedrich von Lossow, major prussien dans le régiment de hussards "von Suter", reçoivent le 16 mars 1799 à Berlin une légitimation de noblesse prussienne avec l'apposition du nom et des armoiries de leur père
Le fils de Johann Heinrich Koehler, qui apparaît en 1733 comme citoyen et commerçant à  Rhoden dans la principauté de Waldeck, Johann Christoph Koehler, lieutenant prussien dans le corps des Bosniaques, reçoit le 6 mai 1777 à Berlin la noblesse prussienne sous le nom de Koehler dit von Lossow. Il est également le fils adoptif du major général prussien et chef du corps bosniaque Daniel Friedrich von Lossow, dont le mariage n'a pas d'enfants. Les armoiries attribuées à cette occasion ressemblent à celles de Lossow, mais représentent un lynx devant une lance bleue dressée,.
Le lieutenant-colonel prussien Leopold Kopka, fils de Christoph Kopka (né en 1731), capitaine de cavalerie prussienne dans le régiment  des Bosniaques, reçoit le 2 octobre 1823 à Berlin la noblesse prussienne sous le nom de Kopka von Lossow. Il est le fils adoptif du major prussien hors service Alexander Koehler dit von Lossow et porte depuis lors les armoiries des Lossow, nobles primitifs, mais qui représentent le lynx devant une lance dressée d'azur à la hampe bleue,.
Le lieutenant-général prussien Oskar Kopka von Lossow (de) est connu pour être un descendant de cette lignée.

## Armes
Les armoiries montrent un lynx naturel debout dans le bouclier divisé en diagonale à gauche par l'argent et le rouge. Sur le casque avec des lambrequins de gueules et argentées, le lynx entre deux cornes de buffle (de) divisées en diagonale par de l'argent et du rouge (parfois aussi devant six plumes de coq ou d'autruche alternativement rouges et argentées).

## Personnalités
- Armin von Lossow (de) (1876-1945), administrateur de l'arrondissement d'Osterburg (de) et de l'arrondissement de Rotenbourg-en-Hanovre (de)
- Adolf von Lossow (de) (1840-1927), général de division bavarois
- Daniel Friedrich von Lossow (de) (1721-1783), général prussien
- Hans von Lossow (de) (1523-1605), commandant de terre du Bailli de Saxe de l'ordre teutonique
- Constantin von Lossau (1767-1848), général d'infanterie prussien et théoricien militaire
- Louis von Lossow (1837-1923), général bavarois
- Ludwig von Lossow (de) (1836-1904), général saxon
- Matthias Ludwig von Lossow (de) (1717-1783), général prussien
- Oskar Kopka von Lossow (de) (1849-1916), lieutenant général prussien
- Otto von Lossow (1868-1938), lieutenant général allemand
- Paul von Lossow (de) (1865–1936), conseiller privé bavarois, professeur ordonné de génie mécanique à l'Université technique de Munich
- Rudolf von Lossow (1882-1945), écrivain et directeur de théâtre, époux d'Else von Hollander-Lossow
- Wilhelm von Lossow (de) (1892-1975), capitaine de vaisseau et journaliste
- Hans-Ludwig von Lossow, officier du renseignement allemand, avec[8] ses fils[9], au château d'Harnekop (de)